# Kings Park, Virginia
Kings Park är en ort i Fairfax County i delstaten Virginia, USA.